# Galsko-římská kultura

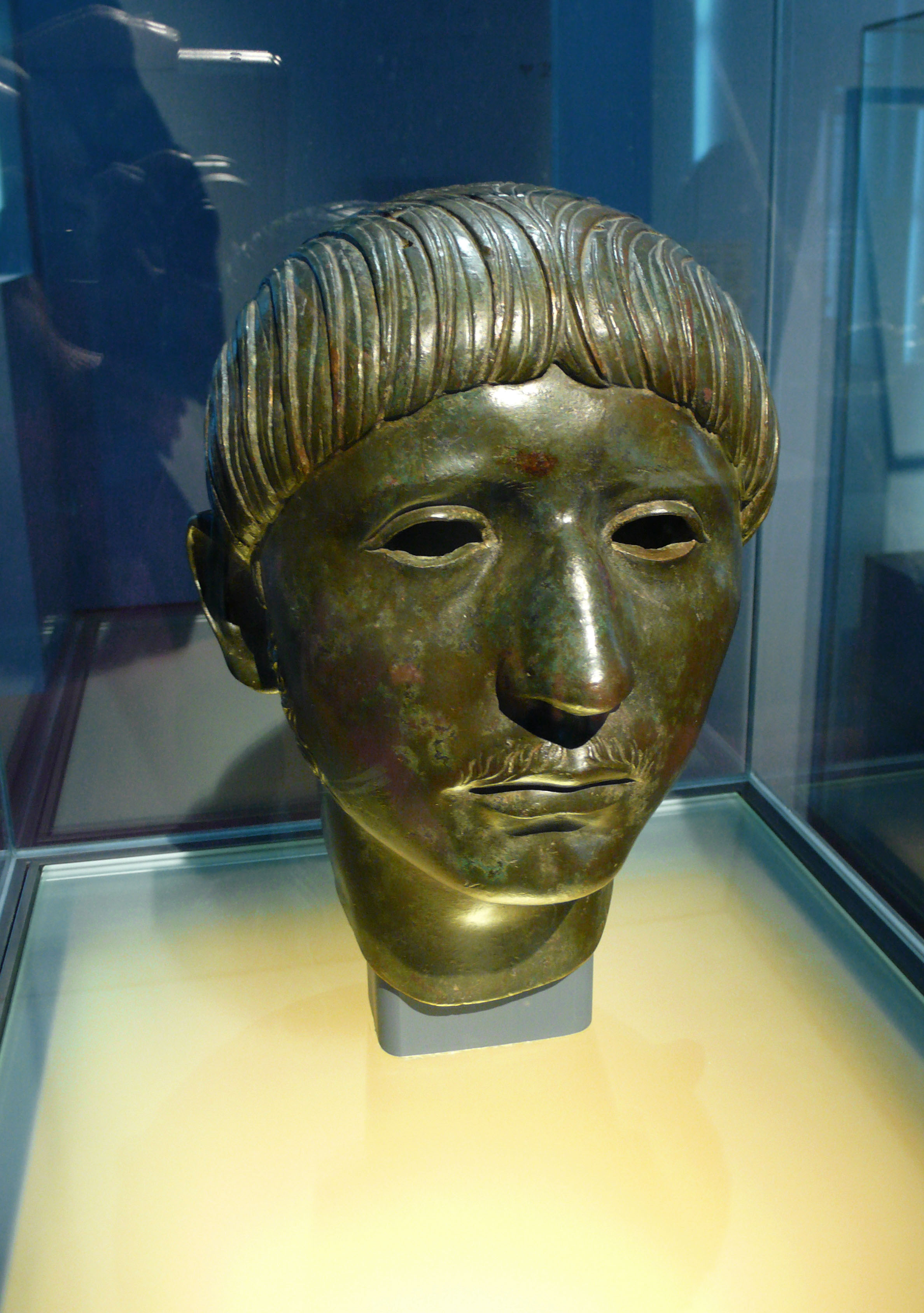
Galsko-římská busta z oblasti dnešního Švýcarska, zhruba z 2. století

Galsko-římská kultura či též Galo-římská kultura byla kultura, jež vznikla romanizací keltských národů, zejména Galů, po jejich integraci do Římské říše. Vyznačovala se přijetím nebo adaptací římské kultury, jazyka (latiny), morálky a způsobu života a jejich zasazením do jedinečného keltského kontextu. Dobře prostudovaná směs kultur v Galii poskytuje historikům vzor, s nímž lze porovnávat paralelní procesy romanizace v jiných, méně prozkoumaných římských provinciích. Kulturní tok romanizace nebyl jednosměrný, přesto převažoval směr z římského jádra na periferii - tak například všechna galská božstva byla pořímštěna (např. bůh kovář Gobannus), naopak z keltských božstev pouze patronka koní Epona pronikla za hranice Galie. Barbarské (zejména germánské) invaze začínající koncem třetího století si vynutily v galsko-římské kultuře zásadní změny v politice, v ekonomickém zázemí, ve vojenské organizaci. Gótské osídlení galsko-římských oblastí (vznik Vizigótského království roku 418) přineslo mnoho rozporů a zejména utrpení vysoce romanizované vládnoucí třídy. Galsko-římská kultura navzdory germánské nadvládě přetrvávala až do 7. století, zejména v oblastech Gallia Narbonensis (dnešní jižní Francie), v Předalpské Galii (sever dnešní Itálie), kolem města Orléans (střední Francie) a v menší míře v Gallia Aquitania (jihozápadní Francie). Sever Galie (dnešní severní Francie a Nizozemí), jakmile ho obsadili Frankové, se naopak velmi rychle kulturně transformoval, v kulturu zvanou obvykle merovejská. Římský vliv ovšem přežil i zhroucení galsko-římské kultury, zejména v jazykové oblasti, kde odolávání germanizaci bylo nejpozoruhodnější a nejtrvalejší, čehož výsledkem je hlavně francouzština, jež zůstala románským jazykem, ačkoli etnika, jež ji převzala, jsou v podstatě germánská (keltský etnický základ je dle genetických výzkumů zanedbatelný). Dalším podobným pozůstatkem je rétorománština (přežívající ve Švýcarsku a na severu Itálie), do jisté míry okcitánština, ještě v 19. století široce užívaná na jihu Francie. Specifickým rysem galsko-římské kultury, zejména v "úpadkovém" období 400-750, byla role charizmatických křesťanských biskupů, jež se často stávali ranými západoevropskými světci. Sehrávali nejen roli při christianizaci, ale byli i ústředními postavami politickými, neboť od 5. století přešla loajalita pohanů i křesťanů od institucí k jednotlivcům. To byl významný obecný rys pozdně starověké a raně středověké západoevropské kultury. Typickým rysem v oblasti umění bylo antropomorfní sochařství syntetizované s keltskými tradicemi vynikajícího zpracování kovů, zejména stříbra. Nejvíce pozůstatků této kultury je dnes soustředěno v Lyonu, jenž byl pod jménem Lugdunum hlavním městem římské Galie. Nachází se zde například Galsko-římské muzeum (na Rue Céberg), spojené se zbytky amfiteátru a odeonu.  